# WASP-14b

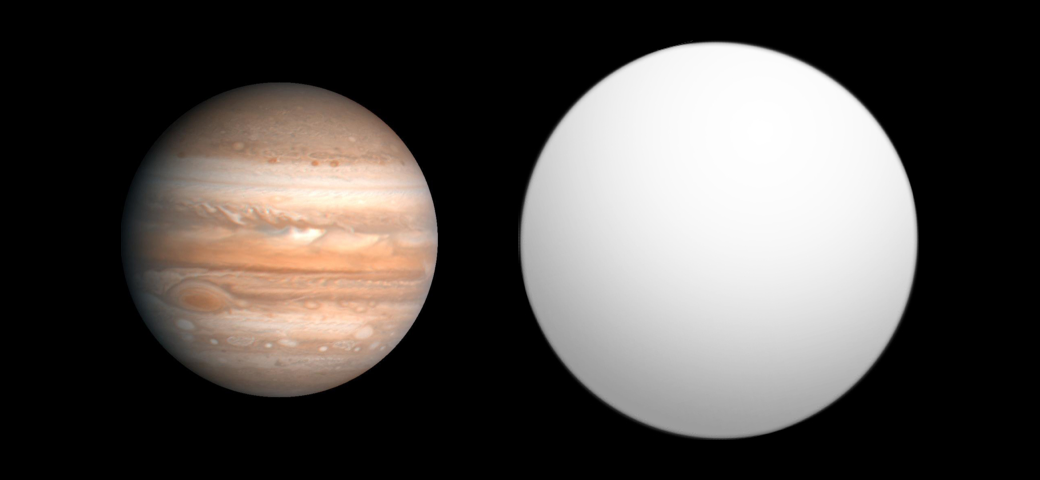
Comparação de Tamanho entre Júpiter e WASP-14b

WASP-14b é um planeta extrassolar descoberto em 2008 pelo SuperWASP usando o método de trânsito. Ele orbita em torno de WASP-14, uma estrela da classe espectral do tipo F5 localizada a cerca de 522 ± 65 anos-luz (160 ± 20 pc) de distância a partir da Terra, na constelação de Boötes. As medições de seguimento da velocidade radial mostrou que a massa de WASP-14b é quase oito vezes maior do que a massa de Júpiter. O raio determinado pelas observações de trânsito demonstra que este planeta tem um raio 25% maior do que o raio de Júpiter. Isso faz com que WASP-14b seja um dos exoplanetas conhecidos mais densos. Seu melhor raio se encaixa no modelo de Fortney. A órbita de WASP-14b é muito excêntrica para um planeta da sua idade e sendo assim é, possivelmente, puxou para a sua órbita por um outro corpo planetário.